# Stockholm Mejeri

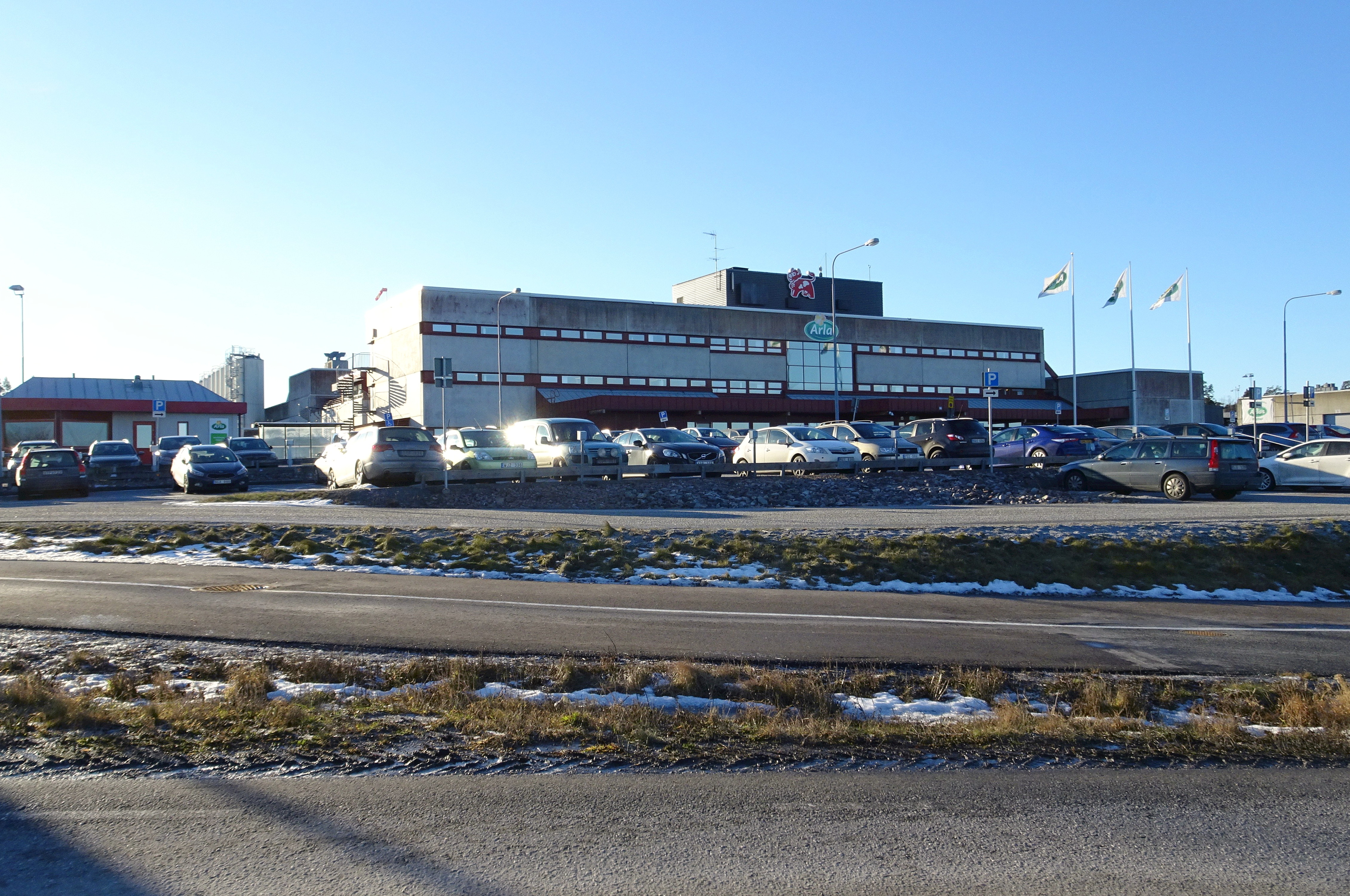
Stockholm Mejeri, Kallhäll 2022.

Stockholm Mejeri kallas Arla Foods stormejeri i Kallhäll i Järfälla kommun. Anläggningen ligger vid Slammertorpsvägen 1 (besökare) respektive Mejerivägen 2 (leveranser) och började sin produktion 1984.

## Historik
Mejeriverksamhet har i Stockholm en lång historia. Bland anläggningarna fanns Mjölkcentralen (kort MC) belägen vid Torsgatan / Dalagatan i Stockholms innerstad. Den existerade i olika former mellan 1884 och 2005. Den andra stora anläggningen var Enskedemejeriet i Stockholms förort Enskede. Enskedemejeriet startade sin verksamhet 1943 och stängde 1992.

### Kallhällanläggningen

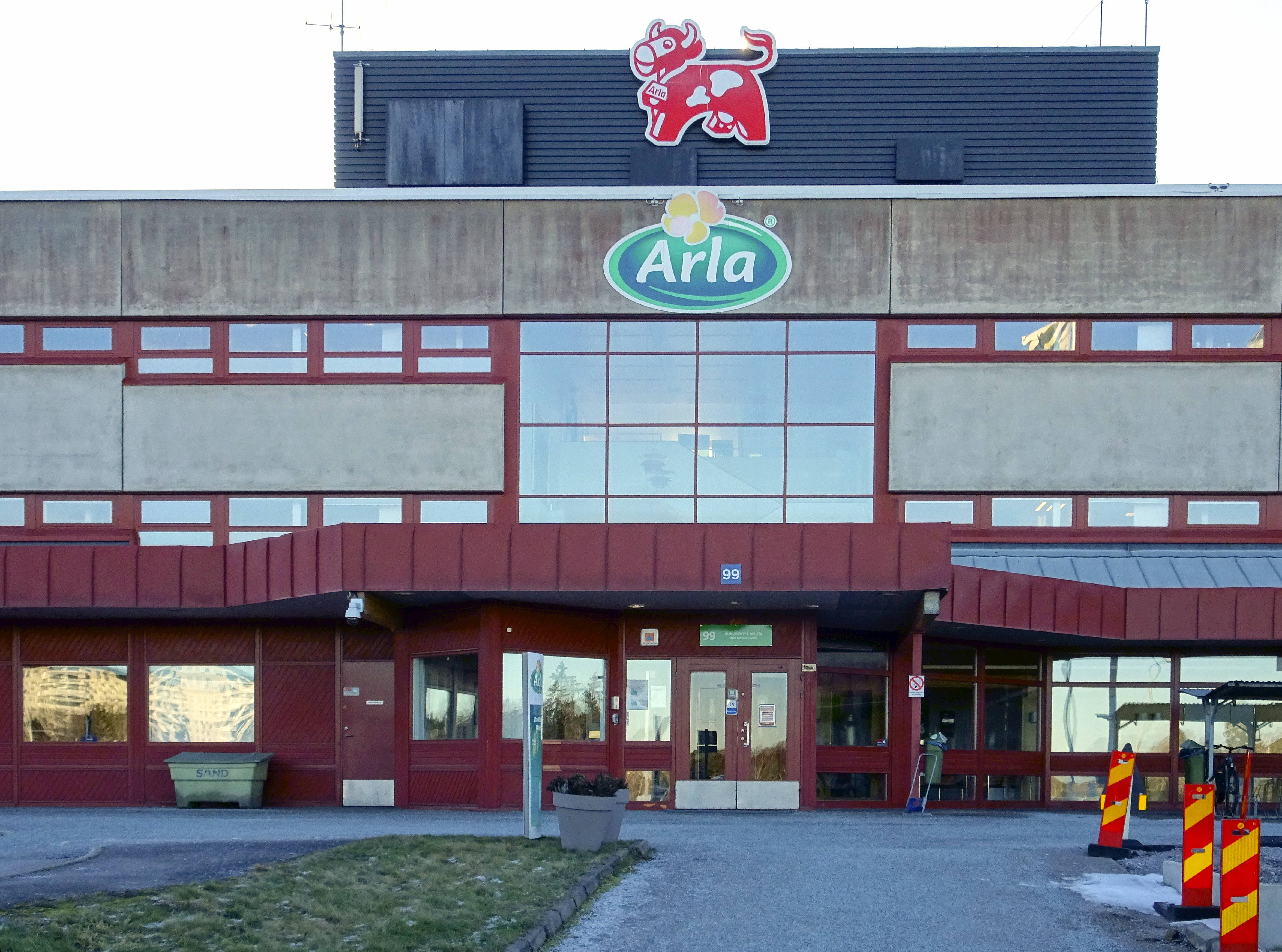
Stockholm Mejeri, Kallhäll, huvudentré.

Stockholm Mejeri ligger på en stor industritomt sydväst om samhället Kallhäll. En stadsplan för området fastställdes i december 1976. Anläggningen invigdes 1984 av kungaparet drottning Silvia och kung Carl XVI Gustaf. Idag (2020) är anläggningen Sveriges största räknat till antalet medarbetare, som utgörs av omkring 650 personer. Mjölkinvägningen är cirka 235 miljoner kilo per år. Råvaran kommer från mejerier inom en radie av 25 mil från Kallhäll; från Dalarna i norr till Värmland i väster, dock huvudsakligen från Mälardalen.

### Produkter
- Mjölk: Standard, lätt och mellan
- Ekologisk mjölk: standard, lätt, mellan, mini och gammaldags
- Filmjölk: standard, mellan och lätt
- Ekologisk filmjölk
- Filmjölk smaksatt med jordgubbe samt hallon och blåbär
- Vispgrädde
- Ekologisk vispgrädde
- Gräddfil
- Ekologisk gräddfil